# الرياضة في لبنان

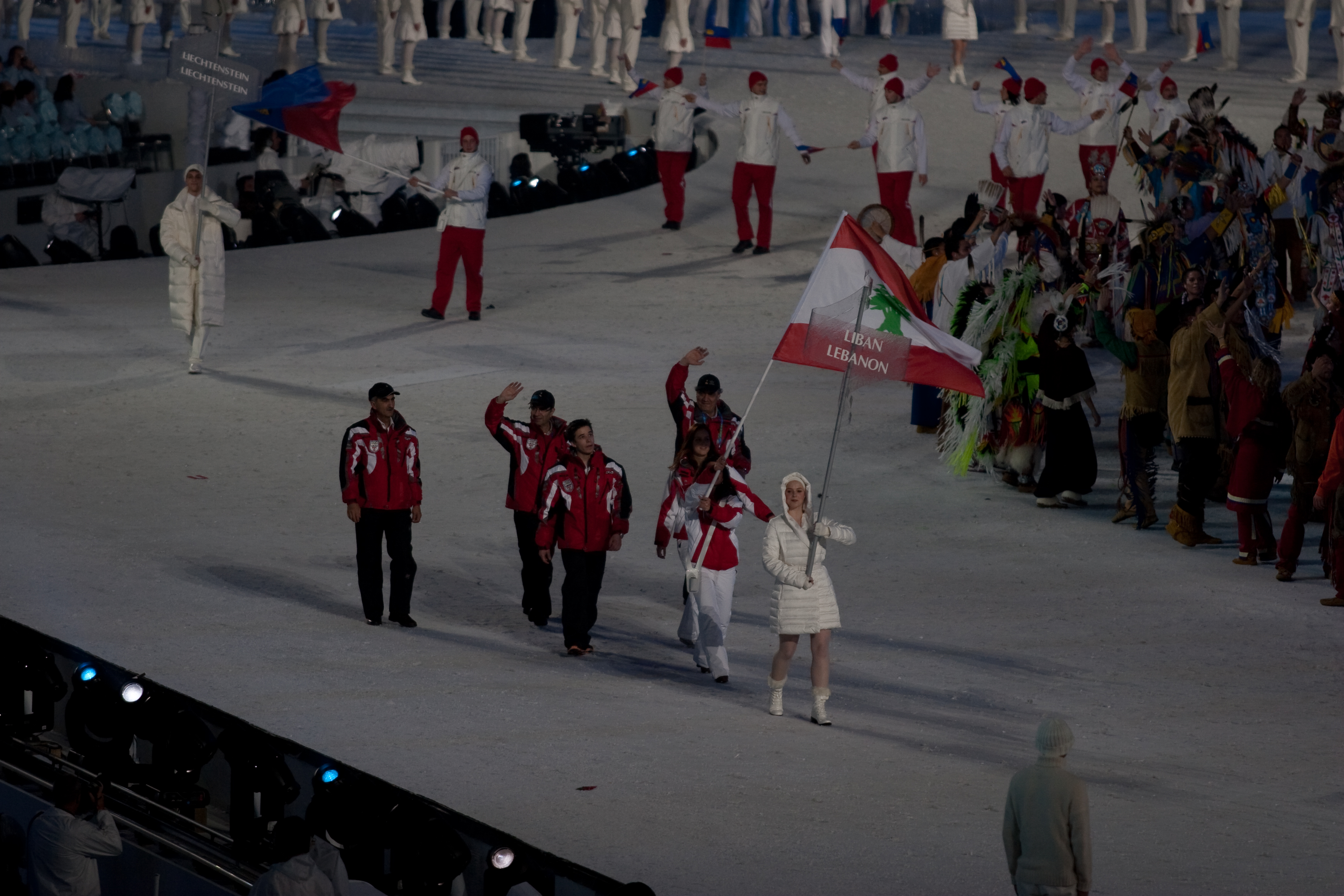
لبنان في دورة الألعاب الألومبية الشتوية عام 2010.

يتميز اللبنانيون بمهاراتهم في أنواع معينة من الرياضات بالنسبة للعالم العربي. فقد تفوقوا برياضات كمال الاجسام، كرة السلة، سباق السيارات وسباقات الدراجات الهوائية، السباحة والتزلج. بالإضافة لولعهم في رياضات أخرى عالمية مثل كرة القدم التي يتابعوتها بشغف وحماس.
استضاف لبنان كأس آسيا عام 2000  ودورة الألعاب العربية عامي 1957 و1997. في ديسمبر 2011 حصل لبنان على قبول لاستضافة الدورة الثالثة عشرة للألعاب العربية عام 2015. على الرغم من أنه كان من المقرر عقد دورة الألعاب الآسيوية الشتوية في لبنان عام 2009 ، إلا أنها لم تُعقد في نهاية المطاف. استضاف لبنان الألعاب الفرانكوفونية في عام 2009.

## رياضات السيارات

### الرالي
رالي لبنان ، الذي ينظمه نادي السيارات والرحلات في لبنان (ATCL) هو رياضة شعبية في لبنان منذ أواخر الستينيات.

### سباق الجائزة الكبرى للسيارات
في عام 2001 ، كشفت سوليدير عن خطط لبناء حلبة سباق في وسط بيروت في محاولة لتنظيم سباقات الفورمولا 1 في لبنان. كانت الخطة هي جعل سباق بيروت للفورمولا 1 هو سباق الجائزة الكبرى الوحيد داخل المدينة خارج موناكو. الخطط لم تؤتي ثمارها أبدًا. ومع ذلك دخل لبنان عالم رياضة السيارات الدولي في عام 2004 بتشكيل فريق سباق الجائزة الكبرى اللبناني A1 الذي ضم السائق باسل شعبان، مما جعل لبنان أول دولة عربية تشارك في كأس العالم لرياضة السيارات.

## اعلام الرياضة اللبنانية

### رفع الاثقال
- محمد الطرابلسي: حصل على ذهبية الألعاب الأولمبية عام 1972 في ميونيخ

### العاب القوى-الجري
- البطل الصيداوي محمد العلايلي المركز السابع في بطولة العالم بسباق ماراتون اليونان. وهو بطل لبنان في سباقات الماراتون ونصف الماراتون لأكثر من خمس وعشرين سنة.

### بناء الأجسام
- مليح عليوان: بطل بناء الاجسام العرب
- أحمد حيدر:مستر أولمبياد ومستر كالفورنيا 9 مرات على التوالي
- محمد بنوت: ثالث بطولة العالم لبناء الأجسام في كوريا الجنوبية

### سباق السيارات
- عبدو فغالي

### التزحلق
- أحمد بطيخ
- ليليان كيروز
- نانسي عبود

### المصارعة
- زكريا شهاب: حصل على فضية أولمبية 1952-هلسنكي
- خليل طه: حصل على برونزية أولمبية 1952 -هلسنكي

### كرة السلة
- النادي الرياضي
- نادي الحكمة

## لبنان والأولمبياد
| السم الرياضي       | دورة الألعاب | الميدالية               |
| ------------------ | ------------ | ----------------------- |
| زكريا شهاب         | هلسنكى 1952  | فضة في المصارعة         |
| محمد خير الطرابلسى | ميونخ 1972   | فضة في رفع الأثقال رجال |
| حسن بشارة          | موسكو 1980   | برونز في المصارعة       |

## طالع
- قائمة أفضل هدافي الدوري اللبناني لكرة القدم حسب الموسم
- قائمة رافعي العلم اللبناني في الألعاب الأولمبية